# 248750 Asteroidday
248750 Asteroidday è un asteroide della fascia principale di circa 4,8 km di diametro. Scoperto nel 2006, presenta un'orbita caratterizzata da un semiasse maggiore pari a 2,7251096 au e da un'eccentricità di 0,1564356, inclinata di 8,78984° rispetto all'eclittica.
L'asteroide è dedicato alla Giornata mondiale degli asteroidi.